# Берлинские ворота (Везель)
Берлинские ворота (нем. Berliner Tor) — въездные восточные ворота городской стены в городе Везеле (федеральная земля Северный Рейн — Вестфалия). Расположены на площади Берлинских ворот. Это единственные сохранившиеся ворота везельской городской стены.
Берлинские ворота были построены в 1718—1722 годах по проекту архитектора Жана де Бодта. В 1791 году ворота были перестроены в барочном стиле. Несмотря на серьезные повреждения, полученные в годы Второй мировой войны, сохранилась оригинальная скульптурная композиция «Слава» работы скульптора Гийома Юло. Скульптурная композиция с городской стороны ворот не сохранилась.

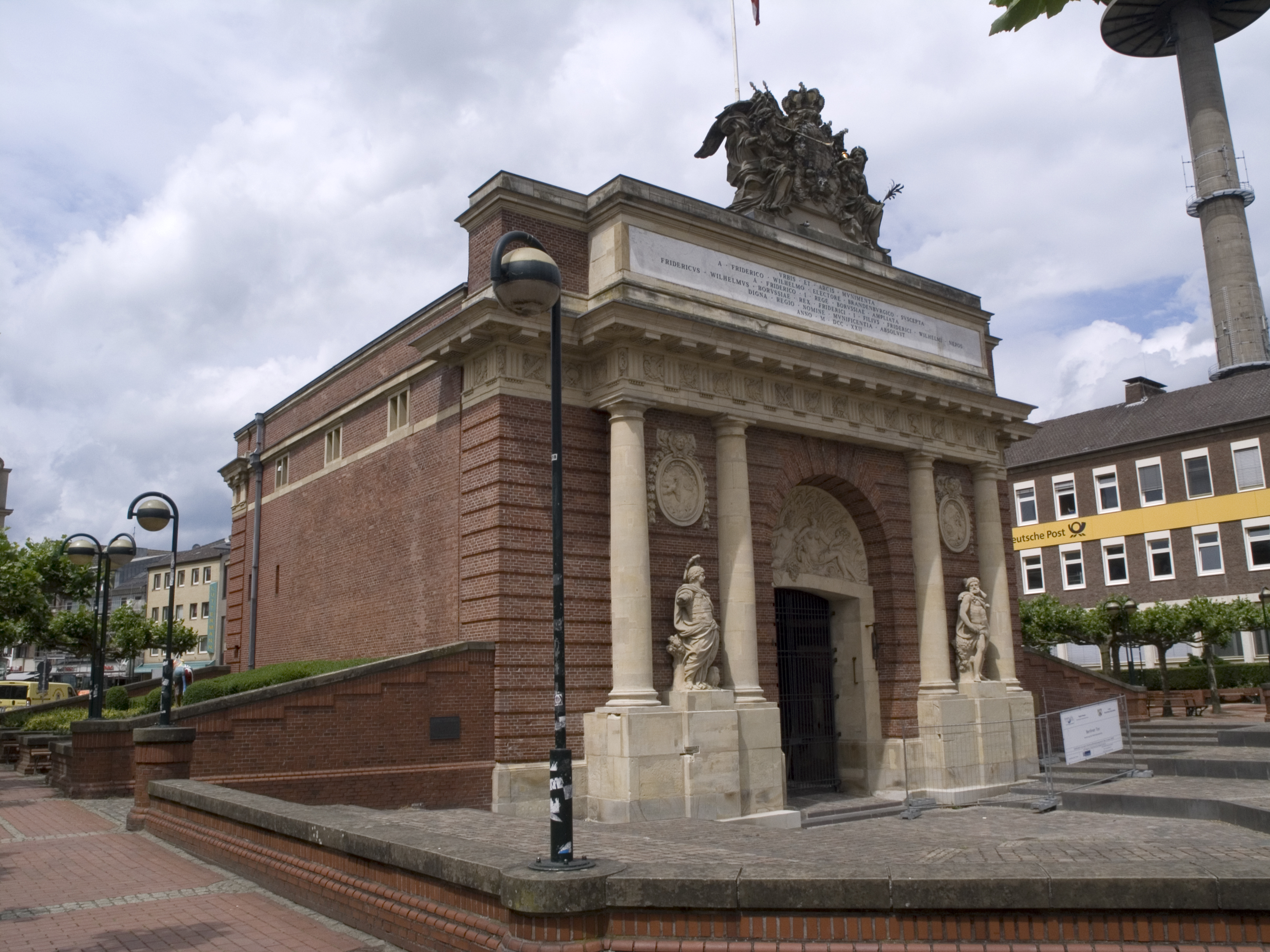
Восточный (внешний) фасад
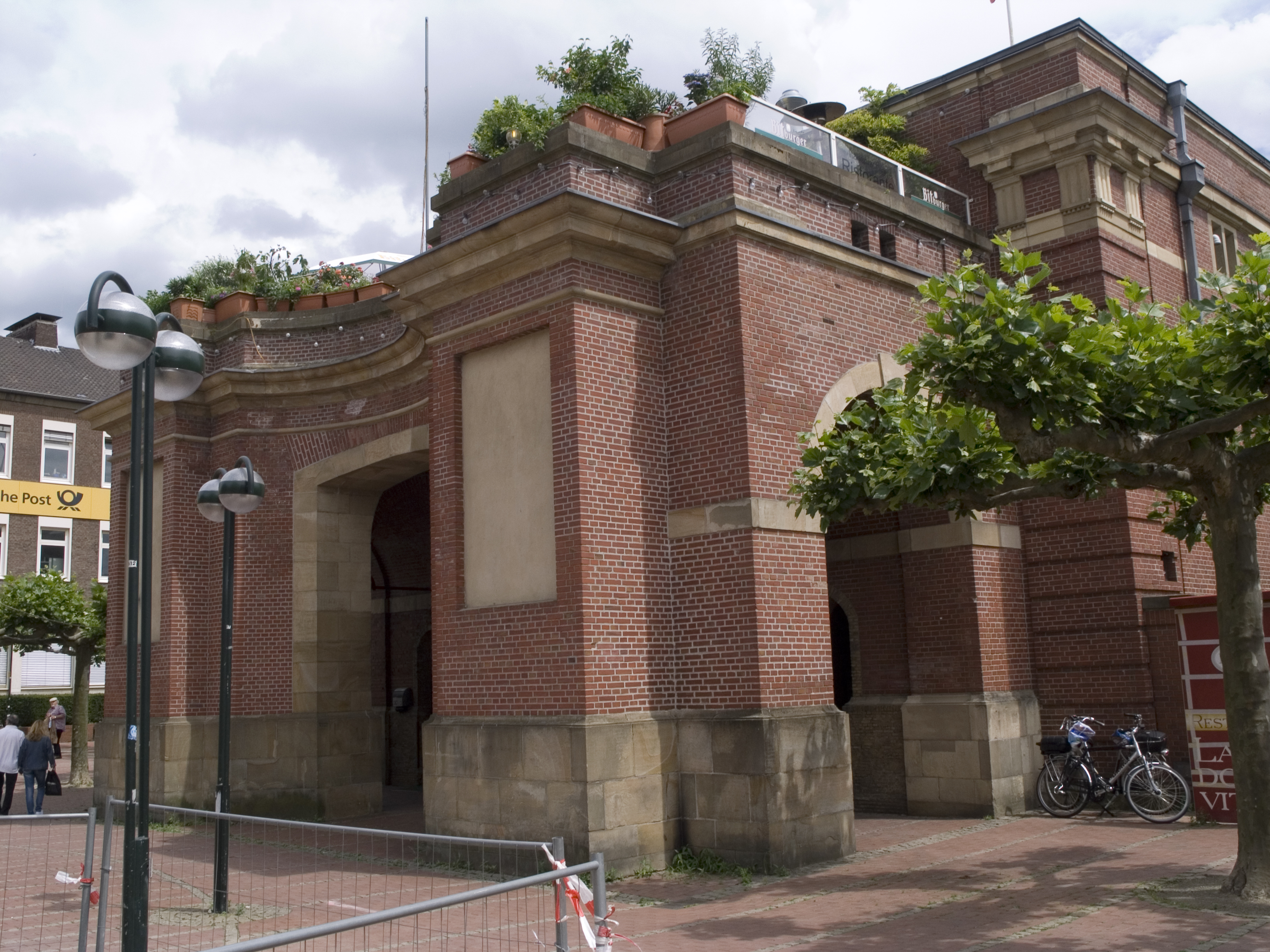
Западный (городской) фасад

На карнизе выполнена латинская надпись:

«Крепость была заложена курфюрстом Бранденбурга Фридрихом Вильгельмом I и расширена его сыном королём Пруссии Фридрихом I. Строительство крепости было завершено в 1722 году.»
С восточной стороны ворот также установлены фигуры Минервы и Геркулеса и медальон с гербом Фридриха Вильгельма I.
Площадь вокруг ворот была обустроена в 1984 году.